# Часовня Святого Георгия (Нейден)
Часовня Святого Георгия — православная часовня в посёлке Нейден (Сёр-Варангер, Северная Норвегия).
По преданию воздвигнута в 1565 году преподобным Трифоном Печенгским (1495—1583), почитаемым Русской православной церковью как «Просветитель лопарей». Освящена 24 июня того же года. Часовня является важным религиозным зданием для колттов и охраняется как наследие саамов.
Часовня Святого Георгия является самым малым религиозным зданием в Норвегии, с внутренними размерами 3,55 на 3,25 м.
Дендрохронологический метод показал, что древесине стен часовни не более 200 лет. Вполне возможно, что нынешнее здание заменило старую часовню в практически том же стиле.
Вокруг часовни был устроен погост (кладбище), которой не использовался для захоронения с начала XVIII века до начала XX века. В 1915 году были проведены раскопки в самой старой части кладбища, и многие скелеты и черепа были направлены в Анатомический институт университета Осло, где они с тех пор и хранится.